# Merriwa (ort i Australien)
Merriwa är en ort i Australien. Den ligger i kommunen Upper Hunter Shire och delstaten New South Wales, i den sydöstra delen av landet, omkring 210 kilometer nordväst om delstatshuvudstaden Sydney.
Trakten runt Merriwa är nära nog obefolkad, med mindre än två invånare per kvadratkilometer..
I omgivningarna runt Merriwa växer huvudsakligen savannskog. Genomsnittlig årsnederbörd är 816 millimeter. Den regnigaste månaden är februari, med i genomsnitt 167 mm nederbörd, och den torraste är oktober, med 14 mm nederbörd.